# Gregoria Pérez de Denis (Santa Fe)
Gregoria Pérez de Denis o Los Saladillos es una comuna del Departamento Nueve de Julio, provincia de Santa Fe, Argentina, a 434 km de la ciudad de Santa Fe.

## Ubicación
Gregoria Pérez de Denis es una comuna del Departamento 9 de Julio creada el 23 de junio de 1940 ubicada a 434 km de la ciudad de Santa Fe y a 191 km de la ciudad de Tostado la cabecera del departamento, que popularmente es conocido como El Nochero.

## Población
Cuenta con 1,967 habitantes (Indec, 2022), lo que representa un descenso del 6% frente a los 2,039 habitantes (Indec, 2010) del censo anterior.
| Gráfica de evolución demográfica de Gregoria Pérez de Denis entre 1991 y 2022 |
|                                                                               |
| Fuente: Censos nacionales del INDEC                                           |

## Localidades y parajes
- Gregoria Pérez de Denis
- Parajes
  - LAS QUINIENTAS
  - km 452
  - km 468
  - km 478
  - La Emma

## Patrona
- Nuestra Señora del Valle, 8 de diciembre

## Creación de la Comuna
- 23 de julio de 1940 (84 años)

## Entidades Deportivas
- Club Social y Deportivo El Nochero

## Escudo
El cielo superior y los campos verdes inferiores simbolizan sus condiciones climáticas y la fertilidad de sus campos sembrados (actual actividad principal).
El caballo rememora "El nochero" que según El Sr. Radimak (expresidente comunal de G. P. de Denis) contó que en la década del 30 anterior al pueblo se construyó en el lugar una estación de ferrocarril. La persona encargada de la obra (un inglés) veía que todos los días al atardecer un hombre ataba un caballo a un palenque cercano a la estación y ahí lo dejaba toda la noche. Al preguntarle el por qué, el paisano le respondió que ese caballo era “el nochero” y que estaba preparado por si había que salir a reunir el ganado.
Con esta historia, el inglés, le puso a la estación del ferrocarril el nombre de “El Nochero”. El aborigen el homenaje a los pobladores primigenios, originalmente en el lugar existía un fortín, el tronco de quebracho recuerda que existían enormes bosques de estos árboles hasta la llegada de La Forestal.
El lema superior el nombre popular con que se conoce la población por los lugareños y las banderas inferiores su pertenencia a la nación y a la provincia.

## Administración y política
El anterior presidente comunal de El Nochero, Riemersma, Alberto dio cuenta de los emprendimientos que se llevan a cabo, tendientes a elevar la calidad de vida de sus habitantes.
Con la terminación del acceso pavimentado (Ruta 294-S), inaugurado en el mes de mayo pasado, la localidad quedó definitivamente integrada al corredor vial de la Ruta Nacional N.º 95, incluso a través del ripiado de diez kilómetros de la futa provincial 91-S quedó conectada con la localidad de Santa Margarita que también inauguró su acceso asfaltado.
Como lo adelantara Riemersma, esta obra dio el impulso para iniciar el asfaltado de varias arterias de la localidad, -cinco en total- destacándose la avenida de Los Próceres que, según el presidente comunal "facilita el acceso a un importante centro urbano comercial de una amplia zona del norte del Departamento 9 de Julio, como así también del sur del Chaco y del sudeste santiagueño". El asfalto comprende el bulevar San Martín y desde aquí hacia las escuelas Primaria (N.º 749) y Secundaria (N.º 356). 
El actual presidente de comuna es Fernando Díaz cuyo partido político es El Frente Para la Victoria que asumirá su cargo a partir del 10 de diciembre de 2013. El Nochero cuenta con un padrón de 1.648 votantes.

## Actividad económica
Las principales actividades económicas de la región son principalmente la cría de ganado bovino y la agricultura como principal cultivo es el algodón y en menor proporción la siembra de soja maíz y también girasol.

## Historia
Gregoria Pérez nació en Santa Fe el 16 de mayo de 1764. A los veintiún años contrajo matrimonio con don Juan Ventura Denis, hacendado de mediana fortuna que al fallecer la deja dueña de los establecimientos ganaderos que poseía sobre la margen derecha del río Feliciano en el departamento La Paz (Entre Ríos).
Cuando Belgrano en 1810 llega a Santa Fe para organizar el Ejército del Norte fue calurosamente acogido y recibido por los vecinos. En esa ocasión con fecha del 10 de octubre Pérez de Denis en su anhelo de servir a la Patria puso a disposición de Belgrano todas sus haciendas criados y riquezas desde el Feliciano hasta el puerto De Las Estacas, la actitud de la Patricia mereció un emotivo mensaje de gratitud."Usted ha conmovido todos los sentimientos de ternura y gratitud al manifestarme los suyos tan llenos del más generoso patriotismo. La Junta colocará a usted en el catálogo de los beneméritos de la Patria, a ejemplo de poderosos que la miran con frialdad". Falleció el 10 de diciembre de 1823.

## Clima
El Departamento 9 de Julio, dada su condición de llanura y posición latitudinal, es escenario de un clima subtropical con estación seca, cuyo límite sur está determinado por la isoterma de 26 °C. En él tienen lugar el encuentro frontal-alternado de masas de aire cálido-húmedo de origen tropical-marítimo procedente del anticiclón del Atlántico sur, con las masas de aire frío-seco procedentes de la célula anticiclónica del Pacífico Sur, dependiendo de tal juego las condiciones térmicas-hídricas del tiempo. Los veranos son cálidos, con medias máximas de 28 °C y máximas absolutas de 46,8 °C. Las temperaturas mínimas medias invernales son 13 °C, registrándose una mínima absoluta de -6,8 °C. Las precipitaciones pluviales son de tipo frontal-ciclónica; son frecuentes en verano cuando se instala el sistema de baja presión en el noroeste, facilitando la entrada de masas de aire cálido-húmedo que al ponerse en contacto con la masa de aire frío-seco intensifican las posibilidades de lluvias.